# Canadian Soccer League
La Canadian Soccer League (CSL) es una liga semiprofesional de fútbol en Canadá. Reemplazó a la Canadian Professional Soccer League (CPSL) y se fusionó con ella en 2006.

## Historia
La primera temporada de la liga como Canadian Soccer League fue en 2006, con 11 franquicias activas. No obstante, el fútbol profesional en Canadá existe desde 1998, y a nivel amateur desde 1926.
- Nombres de la liga:

- 1926-1992: National Soccer League
- 1993-1997: Canadian National Soccer League
- 1998-2005: Canadian Professional Soccer League
- Desde 2006: Canadian Soccer League

## Equipos 2024
| Equipo               | Ciudad                  | Estadio                                     | Entrenador      |
| -------------------- | ----------------------- | ------------------------------------------- | --------------- |
| Dynamo Toronto FC    | Brantford, Ontario      | Mattamy Sports Park Paramount Centre fields |                 |
| Hamilton City        | Hamilton, Ontario       | Mattamy Sports Park Paramount Centre fields |                 |
| Ooty Black Pearl FC  | Toronto, Ontario        | Mattamy Sports Park Paramount Centre fields |                 |
| Scarborough SC       | Scarborough, Ontario    | Mattamy Sports Park Paramount Centre fields | Mirko Medić     |
| Serbian White Eagles | Etobicoke, Ontario      | Mattamy Sports Park Paramount Centre fields | Uroš Stamatović |
| Toronto Falcons      | Toronto, Ontario        | Mattamy Sports Park Paramount Centre fields | Willy Giummarra |
| Weston United FC     | Toronto, Ontario (York) | Mattamy Sports Park Paramount Centre fields | Wallace Reis    |

## CPSL/CSL Palmarés
| Temporada | Campeón               | Resultado       | Finalista            |
| --------- | --------------------- | --------------- | -------------------- |
| 1998      | St. Catharines Wolves | 2-2 (4-2, pen.) | Toronto Olympians    |
| 1999      | Toronto Olympians     | 2-0             | Toronto Croatia      |
| 2000      | Toronto Croatia       | 2-1             | Toronto Olympians    |
| 2001      | St. Catharines Wolves | 1-0             | Toronto Supra        |
| 2002      | Ottawa Wizards        | 2-0             | North York Astros    |
| 2003      | Brampton Hitmen       | 1-0             | Vaughan Sun Devils   |
| 2004      | Toronto Croatia       | 4-0             | Vaughan Shooters     |
| 2005      | Oakville Blue Devils  | 2-1             | Vaughan Shooters     |
| 2006      | Italia Shooters       | 1-0             | Serbian White Eagles |
| 2007      | Toronto Croatia       | 4-1, 0-0        | Serbian White Eagles |
| 2008      | Serbian White Eagles  | 2-2 (3-2, pen.) | Trois Rivieres Attak |
| 2009      | Trois Rivieres Attak  | 0-0 (2-1, pen.) | Serbian White Eagles |
| 2010      | Brantford Galaxy      | 3-0             | FC Hamilton Croatia  |
| 2011      | Toronto Croatia       | 1-0             | Capital City         |
| 2012      | Toronto Croatia       | 3-0             | Montreal Impact B    |
| 2013      | Waterloo Region       | 3-1             | Kingston FC          |
| 2014      | York Region Shooters  | 1-1 (5-4, pen.) | Toronto Croatia      |
| 2015      | Toronto Croatia       | 1-0             | Waterloo Region      |
| 2016      | Serbian White Eagles  | 2-1 (t.s.)      | Hamilton City SC     |
| 2017      | York Region Shooters  | 1-1 (5-4, pen.) | Scarborough SC       |
| 2018      | FC Vorkuta            | 1-1 (6-5, pen.) | Scarborough SC       |
| 2019      | Scarborough SC        | 2-0             | FC Ukraine United    |
| 2020      | FC Vorkuta            | 2-1             | Scarborough SC       |
| 2021      | Scarborough SC        | 4-1             | FC Vorkuta           |
| 2022      | FC Continentals       | 2-1             | Scarborough SC       |
| 2023      | Scarborough SC        | Liga            | Serbian White Eagles |

## Títulos por club
| Club                         | Campeón | Años campeón                       | Subcampeón | Años subcampeón        |
| ---------------------------- | ------- | ---------------------------------- | ---------- | ---------------------- |
| Toronto Croatia              | 6       | 2000, 2004, 2007, 2011, 2012, 2015 | 2          | 1999, 2014             |
| Scarborough SC               | 3       | 2019, 2021, 2023                   | 4          | 2017, 2018, 2020, 2022 |
| York Region Shooters         | 3       | 2006, 2014, 2017                   | 3          | 2003, 2004, 2005       |
| FC Continentals (FC Vorkuta) | 3       | 2018, 2020, 2022                   | 1          | 2021                   |
| Serbian White Eagles         | 2       | 2008 , 2016                        | 4          | 2006, 2007, 2009, 2023 |
| St. Catharines Wolves        | 2       | 1998, 2001                         | -          | –----                  |
| Durham Storm (d)             | 1       | 1999                               | 2          | 1998, 2000             |
| Trois-Rivieres Attak (d)     | 1       | 2009                               | 1          | 2008                   |
| Waterloo Region              | 1       | 2013                               | 1          | 2015                   |
| Ottawa Wizards (d)           | 1       | 2002                               | -          | –----                  |
| Brampton Stallions (d)       | 1       | 2003                               | -          | –----                  |
| Brampton City United         | 1       | 2005                               | -          | –----                  |
| Brantford Galaxy SC          | 1       | 2010                               | -          | –----                  |
| SC Toronto                   | –       | –----                              | 1          | 2001                   |
| North York Astros            | –       | –----                              | 1          | 2002                   |
| Hamilton Croatia             | –       | –----                              | 1          | 2010                   |
| Capital City FC              | –       | –----                              | 1          | 2011                   |
| Montreal Impact Academy      | –       | –----                              | 1          | 2012                   |
| Kingston FC                  | –       | –----                              | 1          | 2013                   |
| Hamilton City SC             | –       | –----                              | 1          | 2016                   |
| FC Ukraine United            | –       | –---                               | 1          | 2019                   |

- (d): Clubes desaparecidos.

## Tabla histórica
| Pos. | Equipo                | Temporadas | Pts. | Títulos |
| ---- | --------------------- | ---------- | ---- | ------- |
| 1    | York Region Shooters  | 20         | 705  | 3       |
| 2    | Toronto Croatia       | 18         | 666  | 6       |
| 3    | Serbian White Eagles  | 14         | 515  | 2       |
| 4    | Brampton City United  | 14         | 439  | 1       |
| 5    | SC Toronto            | 12         | 417  | 0       |
| 6    | St. Catharines Wolves | 16         | 389  | 2       |
| 7    | North York Astros     | 17         | 304  | 0       |
| 8    | London City SC        | 19         | 293  | 0       |
| 9    | Trois-Rivières Attak  | 8          | 292  | 1       |
| 10   | Durham Storm          | 8          | 222  | 1       |
| 11   | Windsor Stars         | 8          | 214  | 0       |
| 12   | Waterloo Region       | 7          | 194  | 1       |
| 13   | Brantford Galaxy SC   | 8          | 166  | 1       |
| 14   | Brampton Stallions    | 6          | 160  | 1       |
| 15   | Scarborough SC        | 5          | 150  | 1       |
| 16   | TFC Academy           | 5          | 143  | 0       |
| 17   | Ottawa Wizards        | 3          | 142  | 1       |
| 18   | Hamilton Thunder      | 4          | 136  | 0       |
| 19   | Montreal Impact II    | 3          | 119  | 0       |
| 20   | FC Vorkuta            | 3          | 118  | 1       |
| 21   | FC Ukraine United     | 3          | 103  | 0       |
| 22   | Kingston FC           | 3          | 91   | 0       |
| 23   | Mississauga Eagles FC | 3          | 81   | 0       |
| 24   | Hamilton City SC      | 3          | 78   | 0       |
| 25   | Durham Flames         | 5          | 74   | 0       |
| 26   | Halton United         | 3          | 72   | 0       |
| 27   | Niagara United        | 4          | 66   | 0       |
| 28   | Toronto Atomic FC     | 2          | 62   | 0       |
| 29   | Capital City FC       | 1          | 52   | 0       |
| 30   | Milton SC             | 3          | 51   | 0       |
| 31   | Hamilton Croatia      | 1          | 44   | 0       |
| 32   | Milltown FC           | 1          | 43   | 0       |
| 33   | CSC Mississauga       | 2          | 24   | 0       |
| 34   | Real Mississauga      | 2          | 22   | 0       |
| 35   | Kingsman SC           | 1          | 19   | 0       |
| 36   | Royal Toronto FC      | 1          | 6    | 0       |
| 37   | Caribbean Stars       | 1          | 6    | 0       |

## Títulos por entrenadores
| Entrenador           | Club (es)                           | Títulos | Años títulos           |
| -------------------- | ----------------------------------- | ------- | ---------------------- |
| Velimir Crljen       | Toronto Croatia                     | 4       | 2000, 2011, 2012, 2015 |
| Tony De Thomasis     | York Region Shooters                | 2       | 2006, 2017             |
| Lazo Džepina         | Brantford Galaxy SC Waterloo Region | 2       | 2010, 2013             |
| Mirko Medić          | Serbian White Eagles Scarborough SC | 2       | 2016, 2021             |
| Zoran Rajović        | Scarborough SC                      | 2       | 2019, 2023             |
| Milan Čančarević     | Serbian White Eagles                | 1       | 2008                   |
| Philippe Eullaffroy  | Trois-Rivières Attak                | 1       | 2009                   |
| David Gee            | Toronto Olympians                   | 1       | 1999                   |
| Darryl Gomez         | York Region Shooters                | 1       | 2014                   |
| Lucio Ianiero        | St. Catharines Wolves               | 1       | 2001                   |
| Samad Kadirov        | FC Vorkuta                          | 1       | 2018                   |
| Aldo Krajcar         | Toronto Croatia                     | 1       | 2004                   |
| Klaus Linnenbruegger | Ottawa Wizards                      | 1       | 2002                   |
| Steve Nijjar         | Brampton Hitmen                     | 1       | 2003                   |
| Dino Perri           | St. Catharines Wolves               | 1       | 1998                   |
| Duncan Wilde         | Oakville Blue Devils                | 1       | 2005                   |
| Denys Yanchuk        | Oakville Blue Devils                | 1       | 2020                   |
| Andrei Malychenkov   | FC Continentals                     | 1       | 2022                   |